# کلیک (فیلم ۲۰۱۰)
کلیک (انگلیسی: Click) فیلمی در ژانر ترسناک و معمایی به کارگردانی سانگیت سیوان است که در سال ۲۰۱۰ منتشر شد. از بازیگران آن می‌توان به شریاس تالپاده، سدها و اسناها اولال اشاره کرد.